# Ekedalen
Ekedalen is een plaats in de gemeente Tidaholm in het landschap Västergötland en de provincie Västra Götalands län in Zweden. De plaats heeft 415 inwoners (2005) en een oppervlakte van 54 hectare.

## Verkeer en vervoer
Bij de plaats loopt de Riksväg 26.